# August Enna

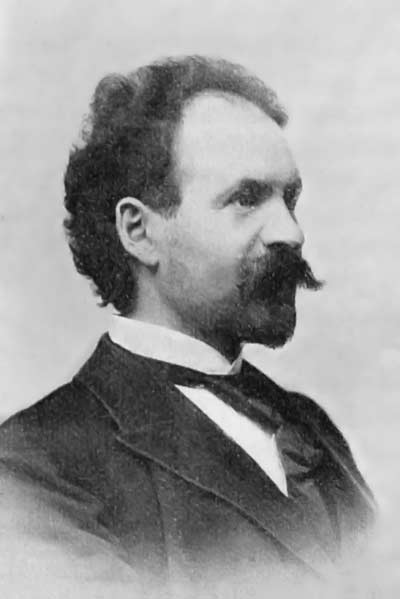
August Enna

August Emil Enna (Nakskov, 13 mei 1859 - Kopenhagen, 3 augustus 1939) was een Deens componist.

## Biografie
Zijn Italiaanse grootvader Alessandro (later Alexander Enna) was na de slag bij Waterloo, waarin hij in een regimentsorkest aan de zijde van Napoleon had meegeblazen, gedeserteerd en via Hamburg naar Denemarken gevlucht. De rest van de familie volgde hem en nam de naam Enna aan, omdat ze uit de stad Enna op Sicilië kwamen. August groeide in armoede op. Toen hij elf jaar was verhuisde het gezin van Nakskov op Lolland naar Kopenhagen. Daar werd hij, net als zijn vader en broer, opgeleid tot schoenmaker, maar hij volgde liever lessen in piano, viool en muziektheorie. Hij werd violist in het symfonieorkest van Pori in Finland en speelde ook in Zweden.
In 1883 keerde hij terug naar Denemarken en werd muzikaal leider van een rondtrekkend toneelgezelschap dat optrad in plattelandstheaters. Hij componeerde toen al. Zijn eerste opera Agleia uit 1884 is tijdens zijn leven nooit opgevoerd, maar wel de één jaar oudere operette En landsbyhistorie, die het bracht tot opvoeringen in het theater van Frederiksberg. Zijn eerste symfonie uit 1886 trok de aandacht van de invloedrijke componist Niels W. Gade, die Enna na bestudering van de partituur verwelkomde als een groot talent. In 1888-89 verbleef hij dankzij een stipendium, dat hij met steun van Gade en J.P.E. Hartmann had verkregen, in het Duitse Flensburg. In 1890-91 was hij dirigent bij het Dagmarteatret in Kopenhagen.
Daarna had hij geen langdurige betrekkingen meer, maar leefde voornamelijk van de opbrengst van zijn composities. Zijn eerste grote succes als operacomponist was met Heksen (De Heks), geschreven tijdens zijn verblijf in Flensburg en sterk beïnvloed door Der Ring des Nibelungen. Na de Kopenhaagse première in 1892 onder leiding van Johan Svendsen werd deze opera spoedig in vele andere Europese steden opgevoerd.
Er volgden meer succesvolle opera's (waaronder Kleopatra, Den lille pige med Svovlstikkerne, Gloria Arsena en Komedianter), die eveneens hun weg vonden naar de operahuizen van Europa. Zij maakten Enna tot de populairste Deense componist. Hij werd benoemd tot Ridder in de Orde van de Dannebrog.
In het interbellum was het echter afgelopen met zijn roem bij het publiek. Zijn muzikale stijl was uit de mode en hij vernieuwde zich niet. Door zijn opvliegende karakter keerde het Deense muzikale establishment zich van hem af. Zijn laatste opera's Afrodites præstinde en Ghettoens dronning zijn nooit opgevoerd.

## Postuum
Enna ligt begraven op het oude kerkhof van Frederiksberg. Na zijn dood verdween zijn werk totaal in de vergetelheid. De enige compositie die nog weleens werd uitgevoerd, was de ouverture tot Den lille pige med svovlstikkerne (Het meisje met de zwavelstokjes). Door twee cd-opnamen van deze korte opera kwam er in de 21e eeuw weer belangstelling voor Enna's werk.

## Werken
Enna baseerde diverse opera's op sprookjes van Hans Christian Andersen. Naast zijn opera's schreef hij ook ballet- en toneelmuziek. Hij componeerde ook liederen, symfonische toonschilderingen, twee symfonieën en een vioolconcert waarvan de wereldpremière plaatsvond in Carnegie Hall in New York.
In zijn hoogromantische en eclectische componeerstijl toont Enna gevoel voor dramatiek en melodisch talent. Zijn muziek wortelt in de Deense traditie, maar is ook sterk beïnvloed door zowel Richard Wagner als Giuseppe Verdi. Daarnaast zijn er wel parallellen gezien met Richard Strauss, het Italiaanse verismo en Scandinavische componisten als Jean Sibelius. Enna was een belangrijke inspiratiebron voor Deense componisten zoals de iets jongere Carl Nielsen, hoewel hun moeizame verstandhouding weleens als 'haat-liefde' is omschreven. Enna uitte felle kritiek op Nielsen als muziekdirecteur, maar deze zette zich in voor zijn werken. Als componist respecteerden zij elkaar.

## Werkenlijst (chronologisch)
- Concertouverture (1880)
- Adagio voor viool (1880)
- Romance voor viool (1880)
- Valses Brillants (1880)
- En Idyl (operette, 1881)
- Qui pro quo (toneelmuziek, 1882)
- En landsbyhistorie (operette, 1883)
- Areta (operette, 1884)
- Agleia (opera, 1884, niet opgevoerd)
- Suite voor orkest (ca. 1884)
- Symfonie nr. 1 in c-mineur (1886)
- Drie liederen in het volapük (1887)
- Vijf pianostukken - Menuet, Barcarole, Melodie, Gavotte, Scherzino (1887)
- Heksen, op. 5 (opera, 1889)
- Udløst (toneelmuziek, 1891)
- Vijf liederen met piano (1892)
- Kleopatra, op. 6 (opera, 1893)
- Aucassin og Nicolete, op. 8 (opera, 1895)
- Scherzo (lied, 1896)
- Den lille pige med svovlstikkerne, op. 12 (opera in één bedrijf, 1897)
- Kongesønner (toneelmuziek, 1897)
- Vioolconcert in D-majeur (1897)
- Barcarole voor viool en piano (1898)
- Romance voor viool en orkest of piano (1898)
- Lamia (opera, 1898)
- Kantate voor de Nijverheidsvereniging te Nakskov (1898)
- Zes liederen op gedichten van H.C. Andersen (1899)
- Hyrdinden og Skorstensfejeren (ballet / pantomime, 1900)
- Prinsessen på ærten (opera, 1900)
- Barcarole (1900)
- Ib og lille Christine (opera / melodrama, 1902)
- Trylledrikken voor zang (1902)
- Ung elskov, op. 13 (nieuwe versie van Lamia, 1903, Duitstalige versie Heiße Liebe, 1904)
- Skitsebogen voor piano (1904-05)
- Små noveller voor piano (1904-05)
- Pianostukken (1904-09)
- Poetiske tonebilleder voor piano (1904-09)
- Santa Cæcilias guldsko (ballet / pantomime, 1905)
- Märchen (symfonische toonschilderingen, 1905)
- Symfonie nr. 2 in E-majeur (1905-1908)
- H.C. Andersen (ouverture, 1905)
- Yduns Æbler voor zang (1906)
- Halfred Vandraadeskjald (toneelmuziek, 1906)
- Mutterliebe voor koor (1907)
- Bellman (muziek bij de film van Stellan Rye, 1907)
- Historien om en moder voor koor (1907)
- Kleine Novellen voor piano (1909)
- Lyrisches Album voor piano (1912)
- Nattergalen, op. 20 (opera, 1912)
- Gloria Arsena op. 21 (opera, 1913)
- Kronbruden (muziek bij het toneelstuk van August Strindberg, 1913)
- Elskovs guld (pantomime, 1914)
- Vioolromance, voorspel tot Kronbruden (1915)
- Komedianter (opera, 1916)
- Valses amoroso voor piano (1917)
- Børnene fra Santa-Fé (opera, 1918)
- Don Juan Maraña (opera, 1925)
- Afrodites præstinde (opera, 1925, niet opgevoerd)
- Rusland, Moder voor zang en piano (1927)
- Kysset (ballet, 1927)
- Symfonisk fantasi voor orgel en orkester (1930)
- Ghettoens dronning (opera, 1932, niet opgevoerd)
- Vidste du? (lied, 1937-39)
- Rosenknoppen (lied, 1939 ?)

## Discografie
- Vioolconcert in D. Kai Laursen (viool), Zuid-Jutlands Symfonieorkest o.l.v. Carl von Caraguly. Danacord, 1966.
- Den lille pige med svovlstikkerne (opera) - Hyrdinden og Skorstenfejeren. Henriette Bonde-Hansen, Gitta-Maria Sjöberg, Frits Helmuth, Deense Radio Sinfonietta o.l.v. Roman Zeilinger. CPO, 2000.
- Symfonie nr. 2 in E - Märchen - H.C. Andersen-ouverture. NDR Radiophilharmonie Hannover o.l.v. Michael Hofstetter. CPO, 2004-05.
- Den lille pige med svovlstikkerne (ouverture). Odense Symfoniorkester o.l.v. Ole Schmidt. Dacapo, 2005.
- Den lille pige med svovlstikkerne (opera). Inger Dam-Jensen, Ylva Kihlberg, Deens Radio Symfonieorkest o.l.v. Thomas Dausgaard. Dacapo, 2006.
- Heiße Liebe (opera). Johanna Stojkovic, Lothar Odinius, Alfred Kim, Egbert Junghanns, NDR Chor, NDR Radiophilharmonie Hannover o.l.v. Hermann Bäumer. CPO, 2006.